# Harmala
Harmala (arab. حرملة) – miejscowość w Syrii, w muhafazie Idlib. W 2004 roku liczyła 1380 mieszkańców.